# Union Level
Union Level è un census-designated place (CDP) degli Stati Uniti d'America, situato nello stato della Virginia, nella contea di Mecklenburg. Secondo il censimento del 2020 gli abitanti di Union Level ammontavano a 161.